# École orientaliste de Kazan

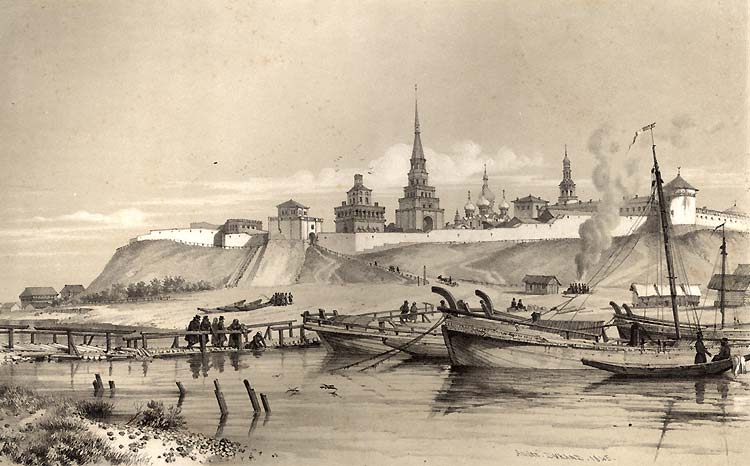
1840 Kazan, la forteresse.

L'école orientaliste de Kazan est le premier établissement d'enseignement des langues orientales de l'histoire de la Russie. Par un oukase du 12 mai 1769, l'impératrice Catherine II nomme un professeur de tatar dans le premier gymnase de Kazan. C'est l'origine du modèle orientaliste que constituera l'école de Kazan. Quant à son originalité, elle viendra du fait qu'elle gardera un caractère local, développera un orientalisme de proximité, joignant la théorie à la pratique.  

## Histoire
La pratique des langues orientales en Russie était déjà ancienne à Kiev, Odessa à Orenbourg, Irkoutsk. Kazan était la capitale du Tatarstan, un ancien khanat turco-mongol conquis par Ivan le Terrible en 1552. C'était un lieu d'intenses activités commerciales entre le Nord russe et sibérien et le Sud musulman. La maîtrise des langues tatares et persanes s'imposait aux acteurs de ce commerce. Le professeur, nommé par Catherine II, compose le premier dictionnaire russo-tatare. Un atelier typographique local permet d'imprimer en tatar en arabe et en persan.

### Développement
L'université de Kazan est fondée en 1804. Dès 1807, la chaire des langues orientales est confiée à l'Allemand Christian Martin Frähn. Il y enseigne pendant dix ans. Quand il devient plus tard directeur du Musée asiatique de Saint-Pétersbourg, il conserve un intérêt particulier pour Kazan et y envoie des étudiants.
Pendant 19 ans, de 1827 à 1846 c'est plus tard le mathématicien Nikolaï Ivanovitch Lobatchevski qui est recteur de l'université de Kazan. Il y était entré comme étudiant en 1806. Il diversifie les langues proposées et divise la chaire en deux : l'une d'arabe et de persan, l'autre de turc et de tatar. Il appuie la création d'une chaire de mongol en 1833 et en 1837 il ouvre la première chaire russe de chinois.
Le doyen de la faculté d'histoire et de philologie de Kazan, est durant ce rectorat Mirza Kazem-Bek professeur d'arabe, de persan et de tatar. C'est un érudit qui connaissait aussi outre le russe, le français et l'anglais. Il encourage les voyages d'étude qui deviennent aussi une originalité de cette université. Ces voyages furent décisifs dans la formation des nouvelles générations d'orientalistes. Ils étaient l'affirmation de ce que la Russie pouvait apporter aux Européens dans cette matière. Un orientaliste aussi réputé que Antoine-Isaac Silvestre de Sacy en France n'avait, par exemple, jamais foulé le sol de l'Orient. 
La diversité ethnique de Kazan et sa localisation géographique suscitent un orientalisme de terrain ouvert à l'étude des langues mais aussi des coutumes, des sols, de la végétation. Sous le rectorat de Lobatchevski l'accès de l'université est ouvert aux non-Russes. C'est ainsi que le Bouriate Dordji Banzarov, étudie à l'université de 1842 à 1846 après avoir terminé le gymnase de Kazan. Il devient le premier Bouriate à recevoir un enseignement supérieur.
L'université de Kazan disposait d'une riche bibliothèque dont la section orientale était constituée de 50 000 volumes en trente cinq langues. La bibliothèque recevait de la littérature scientifique depuis Le Caire , Téhéran, Istanbul. Elle disposait encore d'une riche collection numismatique facilitant la datation dans l'étude de l'histoire locale dans des régions variées. 

### Relais à Saint-Pétersbourg
Le tsar Nicolas Ier ordonne par un oukase du 22 octobre 1854 la fondation à Saint-Pétersbourg d'un institut d'enseignement de l'arabe, du persan, du turco-tatar, du mongol-kalmouk, du mandchou, du chinois, de l'hébreu, de l'arménien et du géorgien. Le dynamisme de Kazan va se transférer à Saint-Pétersbourg. L'objectif officiel est de surpasser les « Langues orientales à Paris » (actuellement Institut national des langues et civilisations orientales). Le Ministre de l'Instruction publique de Russie, Sergueï Ouvarov, a l'ultime satisfaction de voir en 1854-1855 qu'en trois décennies, son rêve d'Académie asiatique s'est réalisé à Saint-Pétersbourg après s'être développé à Kazan.